# Comondú
Comondú là một đô thị thuộc bang Baja California Sur, México. Năm 2005, dân số của đô thị này là 63830 người.